# رابرت واتسون
رابرت واتسون (متولد ۳ می۱۹۷۷ در هرو، لندن، بریتانیا) یک توسعه‌دهنده در تیم مرکزی فری‌بی‌اس‌دی و پایه‌گذار پروژه TrustedBSD است. او هم‌اکنون به عنوان محقق ارشد در گروه پژوهش امنیتی در آزمایشگاه رایانه دانشگاه کمبریج مشغول به کار می‌باشد.

دکتر واتسون در رشته علوم رایانه از دانشگاه کارنگی ملون فارغ‌التحصیل شد و مدرک phd خود را از دانشگاه کمبریج کسب کرده است. علاوه بر دانشگاه کمبریج او در مؤسسات ملی بهداشت ایالات متحده آمریکا، دانشگاه کارنگی ملون، تراستد اینفورمیشن سیستمز، مک‌آفی و SPARTA مشغول به کار بود. او در حال حاضر  به دنبال کسب مدرک phd در امنیت رایانه از آزمایشگاه رایانه دانشگاه کمبریج، با نظارت راس اندرسون و مارکوس کوهن و با حمایت گوگل می‌باشد. کارهای او همچنین مورد حمایت دارپا، شرکت اپل، نیروی دریایی و دیگر نهادهای دولتی ایالات متحده  می‌باشد. تحقیقات او عموماً در مورد امنیت شبکه و امنیت سیستم عامل است.

مشارکت اصلی او در نرم‌افزار متن‌باز شامل طراحی نرم‌افزار چند پردازنده شبکه‌ای فری‌بی‌اس‌دی، پروژه TrustedBSD و اپن‌بی‌اس‌ام می‌باشد. نوشته‌های او در فرم‌هایی مانند ACM's Queue Magazine، کنفرانس تکنیکی سالیانه یوزنیکس، بی‌اس‌دی‌کن، و مصاحبه اسلش‌دات شاخص است.